# One by One
One by One је четврти студијски албум америчке музичке групе Foo Fighters. Објављен је 22. октобра 2002. године за издавачке куће Roswell Records и RCA Records. Издање албума за европско тржиште укључује и бонус диск са седам песама, махом обрада и снимака уживо.
One By One је Фу фајтерсима донео Греми 2004. у категорији најбољег рок албума. Такође, ово је и њихово прво издање које је стигло на прву позицију званичне британске листе албума.

## Списак песама
Аутори свих текстова и музике су чланови групе, осим тамо где је другачије назначено.
| №               | Назив           | Напомене                  | Трајање |  |
| 1.              |                 |                           | 4:18    |  |
| 2.              |                 |                           | 4:28    |  |
| 3.              |                 |                           | 4:58    |  |
| 4.              |                 |                           | 4:26    |  |
| 5.              |                 |                           | 4:33    |  |
| 6.              |                 | гост: Брајан Меј (гитара) | 5:12    |  |
| 7.              |                 |                           | 5:06    |  |
| 8.              |                 |                           | 4:37    |  |
| 9.              |                 |                           | 4:30    |  |
| 10.             |                 |                           | 4:59    |  |
| 11.             |                 |                           | 7:49    |  |
| Укупно трајање: | Укупно трајање: | Укупно трајање:           | 55:11   |  |

| №  | Назив | Аутор(и)                                                       | Напомене                               | Трајање |  |
| 1. |       |                                                                | гост: Крист Новоселић (пратећи вокали) | 3:56    |  |
| 2. |       | Џ. Килберн, Џ. Ештон, Н. Морис, Р. Батлер, Т. Батлер, П. Дејви | обрада песме групе                     | 5:10    |  |
| 3. |       | Д. Колвин, Џ. Хајман, Џ. Камингс                               | обрада песме групе                     | 2:58    |  |
| 4. |       | Џ. Волш, К. Пасарели                                           | обрада песме Џоа Волша                 | 3:40    |  |
| 5. |       |                                                                | уживо у Амстердаму, 29. фебруара 2000. | 3:31    |  |
| 6. |       |                                                                | уживо у Мелбурну, 1. фебруара 2000.    | 4:01    |  |
| 7. |       |                                                                | уживо у Мелбурну, 1. фебруара 2000.    | 4:12    |  |

## Музичари

### Постава групе
- Дејв Грол — главни вокал, пратећи вокали, ритам гитара, соло гитара + клавир у песми
- Нејт Мендел — бас-гитара
- Тејлор Хокинс — бубањ, удараљке + главни вокал у песми
- Крис Шифлет — соло гитара, ритам гитара + главни вокал у песми

### Гостујући музичари
- Брајан Меј — гитара у песми
- Крист Новоселић — пратећи вокали у песми
- Грег Бисонет — бубањ у песми Danny Says[1][3]

## Успешност албума на топ-листама
| Листа       | Улазак            | Број недеља | Најбољи пласман | Датум(и) најбољег пласмана |
| ----------- | ----------------- | ----------- | --------------- | -------------------------- |
| Билборд 200 | —                 | 50          | 3.              | 9. новембар 2002.          |
| [ 5 ]       | 2. новембар 2002. | 61          | 1.              | 2. новембар 2002.          |

## Синглови
| #  | Назив | Датум објављивања   | Билборд хот 100 | [ 2 ] |
| -- | ----- | ------------------- | --------------- | ----- |
| 1. |       | 7. септембар 2002.  | 43.             | 5.    |
| 2. |       | 14. јануар 2003.    | 65.             | 12.   |
| 3. |       | 23. јун 2003.       | —               | 21.   |
| 4. |       | 22. септембар 2003. | —               | 37.   |

## Награде и номинације
| Година | Награда | Категорија        | Номиновано дело | Исход    |
| ------ | ------- | ----------------- | --------------- | -------- |
| 2004.  | Греми   | Најбољи рок албум |                 | Освојено |